# Гарпун (противокорабельная ракета)
AGM/RGM/UGM-84 «Гарпун» (англ. Harpoon, /hɑːˈpuːn/, — гарпун) — американская противокорабельная крылатая ракета, одна из самых распространённых в мире. Разработана компанией «МакДоннелл-Дуглас», в настоящее время производится на предприятиях корпорации «Боинг».
Эта малогабаритная ракета имеет дозвуковую скорость полёта (до 850 км/ч) и осколочно-фугасную боевую часть массой 225 кг. Максимальная дальность стрельбы зависит от носителя, модификации ракеты и целеуказания и составляет от 90 до 220 км (280 км у модификации SLAM, а ряд не принятых на вооружение версий ракеты имел и большую дальность).
Существует в вариантах:
- авиационного базирования — AGM-84
- корабельного (берегового) базирования — RGM-84
- для запуска с подводных лодок — UGM-84
- авиационного базирования Великобритании — HGM-84

Рыночная стоимость на 2008 составляла $1,5 млн.

Ракета прошла несколько модернизаций и по состоянию на 2021 год находится на вооружении более 30 стран.

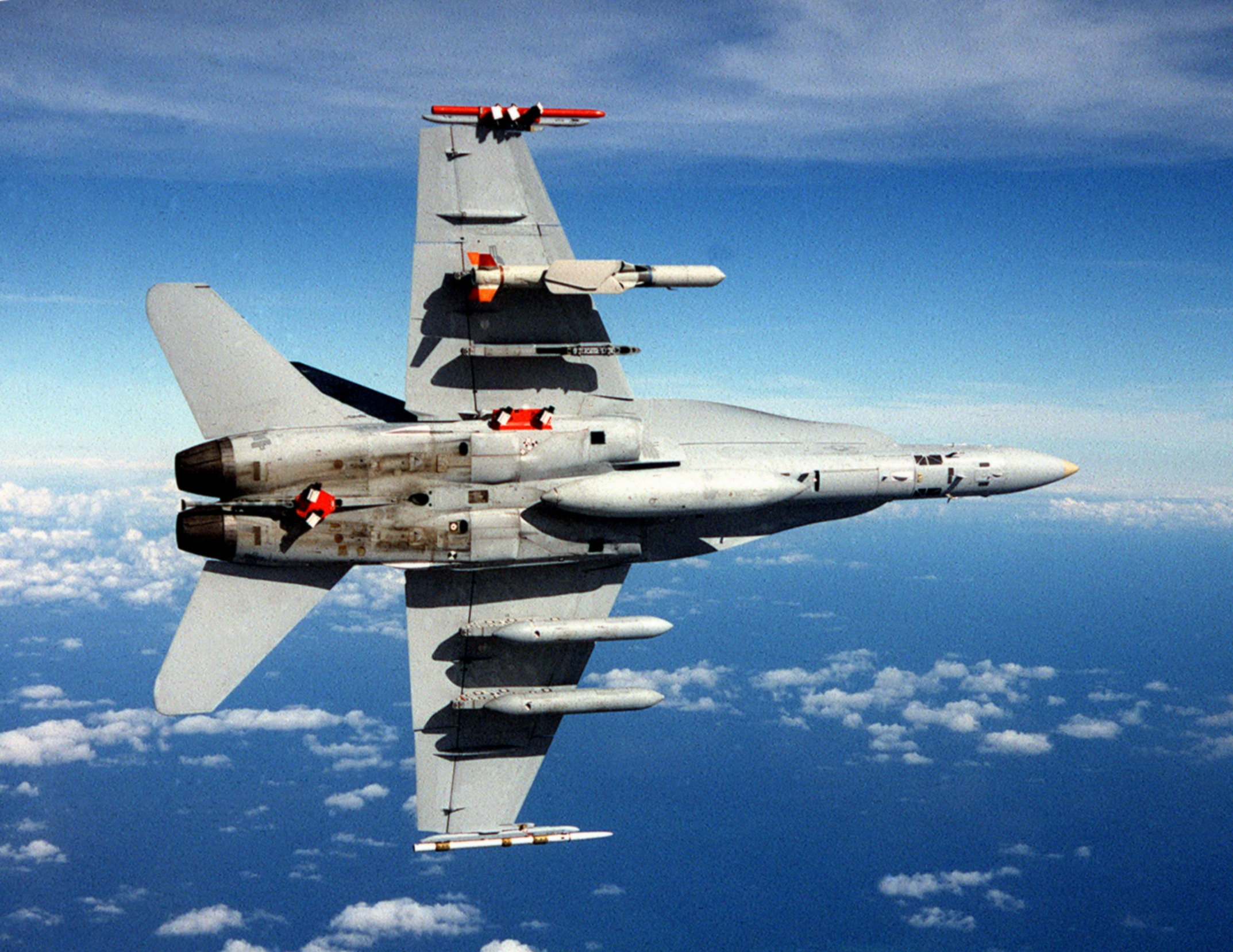
F-18 оснащенный авиационным вариантом ПКР Гарпун — AGM-84

## История
Ещё в 1965 году вооруженные силы США начали разработку ракеты с радиусом действия до 45 км, предназначенной для поражения всплывших подводных лодок. По ассоциации с китобойным промыслом, ракета получила условное название «Harpoon» («киты» — сленговое название всплывших субмарин). Работы продвигались сравнительно медленно — ВМФ США не видел особой необходимости в специализированном противокорабельном оружии, считая палубную авиацию с тактическими ядерными бомбами более эффективной. Задачи же самообороны кораблей предполагалось решать с помощью приспособленных для стрельбы по надводным целям модификаций зенитных ракет.
После потопления израильского эсминца «Эйлат» ракетами П-15 «Термит» с египетских катеров в 1967 году ВМФ США, оценив потенциал специализированного противокорабельного оружия, принял решение переориентировать программу «Гарпун» на борьбу с надводными кораблями. Работы над проектом официально были начаты в 1968 году. Первоначально основными носителями нового оружия должны были стать патрульные самолёты, но в начале 1970-х было решено расширить гамму возможных носителей и запускать ракеты также с подводных лодок, палубных штурмовиков и надводных кораблей.
Контракт на разработку новой ракеты получила в июне 1971 года McDonnell Douglas. Уже в октябре 1972 года на лётные испытания были представлены первые прототипы ракеты с твердотопливным ракетным двигателем. К этому моменту уже стало ясно, что оптимальным средством преодоления ПВО корабля противника является полёт к цели на сверхмалой высоте и новая ракета изначально проектировалась под это условие. Так как требования по дальности действия к этому моменту увеличились почти вдвое (до 90 км), фирма решила отказаться от изначально предполагавшегося к установке на ракете РДТТ и заменить его более экономичным турбореактивным.
Производство предсерийных образцов ракеты, получившей обозначение AGM-84/RGM-84/UGM-84 для, соответственно, воздушного/надводного/подводного запуска началось в 1975 году. Официально «Гарпун» был принят на вооружение в 1977 году в корабельном варианте базирования (RGM-84A). Авиационный вариант AGM-84A приняли для самолётов P-3 в 1979 году, а вариант для подлодок — в 1981 году.

## Конструкция
Конструктивно ракета «Гарпун» состоит из четырёх отсеков. В головном или приборном отсеке AN/DSQ-44 расположена аппаратура системы наведения, за ним следует отсек боевой части, обозначаемый WAU-3(V)/B, отсек маршевого двигателя A/B44G-1 и хвостовой отсек.
Ракета имеет цилиндрический фюзеляж с радиопрозрачным обтекателем оживальной формы. Четыре Х-образно расположенных крыла установлены в средней части корпуса ракеты, сразу за отсеком БЧ (на версии UGM, стартующей из аппаратов подводных лодок, крылья складные и раскладываются после старта). Длина ракеты составляет около 4,5 метров для версий надводного (RGM) и подводного запуска (UGM), и несколько меньше, 3,5 метра — для авиационного варианта ракеты (AGM), за счёт отсутствия на последней стартового ускорителя.
В качестве маршевого на «Гарпуне» использован турбореактивный двигатель Teledyne CAE J402, разработанный специально для этой ракеты. Воздухозаборник двигателя размещён в нижней части корпуса ракеты, между нижней парой крыльев. Двигатель обеспечивает устойчивый полёт на скорости до 850 км/ч и высоте до 900 метров. Для запуска с подводных лодок или надводных кораблей соответствующие версии ракеты оснащаются твердотопливным стартовым ускорителем, закрепляемым в хвостовой части.
Ракета оснащена проникающей осколочно-фугасной боевой частью WDU-18/B массой 221 кг и длиной 0,9 м.
Наведение ракеты осуществляется в две стадии. На первой ракета следует по заданному курсу на сверхмалой высоте в сторону цели. В рассчитанный момент времени ракета инициализирует активную радиолокационную головку самонаведения AN/DSQ-28 и начинает поиск цели в секторе 45 градусов от направления полёта. Максимальная дальность обнаружения эсминца для современных ГСН составляет, по имеющимся данным, 40 км, а катера — до 18 км.
Как только цель обнаружена, ракета наводится на неё и выполняет атаку двумя возможными способами: либо атакует цель горизонтально, двигаясь параллельно воде на высоте 2-4 метра, либо делает манёвр «горка», поднимаясь на высоту до 1800 метров и пикируя на цель. Второй способ атаки был разработан для поражения низкосидящих целей (вроде всплывших подводных лодок) и небольших маневренных катеров.

## Пусковые установки
Ракета «Гарпун» может запускаться из различных пусковых установок. Специализированными для этой ракеты являются лёгкие незащищённые счетверённые пусковые установки Mk-140 и взрывозащищённые пусковые контейнеры Mk-141. Возможен запуск ракеты из неспециализированных пусковых установок: к примеру, из ячеек контейнерной пусковой установки Mk-16 для ПЛУР RUR-5 ASROC. «Гарпуны» также могут запускаться с балочной пусковой установки Mk-13 и из торпедных аппаратов подводных лодок.
«Гарпун» является одной из немногих современных американских ракет, не приспособленной к запуску из ячеек установки вертикального пуска Mk-41. Возможность создания «Гарпуна» вертикального запуска обсуждалась ВМФ США, но её реализация была отложена по финансовым соображениям.

## Модификации
- RGM-84A (UGM-84A, AGM-84A) — исходная версия ракеты, принятая на вооружение в 1977 году. Имела радиус действия до 140 км и была способна атаковать цель только из пикирования.
  - RTM-84A  (UTM-84A, ATM-84A) — учебная (T — training) версия RGM-84A с инертной боевой частью.
- UGM-84B — вариант ракеты подводного запуска, разработанный специально для Королевского ВМФ Великобритании. Имела несколько меньшую высоту полёта чем UGM-84A. Также была разработана тренировочная версия UTM-84B.
- RGM-84С (UGM-84С, AGM-84С) — модификация ракеты, появившаяся в 1982 году. Отличалась от RGM-84A исключительно тем, что вместо атаки из пикирования выполняла атаку в режиме скольжения над гребнями волн.
- RGM-84D (UGM-84D, AGM-84D) — модификация ракеты увеличенного радиуса действия, созданная в 1985 году. Путём замены авиатоплива JP-6 на топливо JP-10 удалось увеличить дальность действия до 220 км (для авиационного варианта). Ракета также имела улучшенные возможности противодействия помехам и два возможных режима атаки: из пикирования, и из горизонтального полёта.
- AGM-84E SLAM (англ. Stand-off Land Attack Missile) — см. SLAM. Версия ракеты для поражения наземных целей.
- RGM-84F (AGM-84F) — удлинённая версия ракеты, разрабатывавшаяся в 1989—1993 годах. Имела существенно увеличенный до 315 км радиус действия, режим длительного поиска цели и возможность повторного захода в случае промаха. Из-за увеличенных размеров не влезала в торпедные аппараты, поэтому версии для подводных лодок не существовало. Первая ракета этой серии взлетела в 1991 году, но несмотря на успешные испытания, проект был закрыт в 1993 году.
- RGM-84G (UGM-84G, AGM-84G) — модификация ракет типа RGM-84С в части добавления функции повторного захода на цель в случае промаха. Также улучшена защищённость от воздействия средств электронного противодействия.
- AGM-84H SLAM-ER (англ. Stand-off Land Attack Missile - Expanded Response) — усовершенствованная версия SLAM, ракеты для поражения наземных целей имеющая увеличенный радиус действия и новую секцию управления AN/DSQ-61, включающую БЦВМ, инерциальную систему навигации и многоканальный приёмник спутниковой системы NAVSTAR. Разработка начата в 1994 году, начальная оперативная готовность достигнута в марте 2000 года.
- RGM-84J (AGM-84J) — планировавшаяся в рамках программы «Harpoon-2000» версия универсальной ракеты, способной поражать и корабли и наземные сооружения. Ракета должна была иметь инерциальную систему навигации комплексированную с системами коррекции по данным приёмника GPS и радиолокационной рельефометрической системы для полёта на малой высоте над сушей. ВМФ США не заинтересовался концепцией, и ракета не была реализована.
- AGM-84K — усовершенствованная версия AGM-84H SLAM-ER.
- RGM-84L (AGM-84L) — версия ракеты RGM-84J с навигацией по GPS, разработанная для экспортных поставок. ВМФ США изначально не заинтересовался проектом, но ряд стран, включая Египет, ОАЭ и Тайвань приобрели эти ПКР. В частности, 20 ракет были приобретены Индией для вооружения морской ударной авиации. Позднее, ВМФ США также приобрел ограниченное число ракет этой модели[6].
- RGM-84M (AGM-84M) — версия ракеты RGM-84L имеющая двусторонний канал передачи данных и разрабатывавшаяся для ВМФ США. За счёт применения этой системы можно было бы реализовывать схемы многовекторной атаки, выводя ракеты на одну цель с нескольких направлений. ВМФ США планировал приобрести 850 модернизационных наборов для переделки существующих ракет в стандарт RGM-84M, но ввиду значительного роста цены ракеты проект был закрыт в 2011 году в пользу перспективной ракеты большой дальности LRASM.
- RGM-84N (AGM-84N) — также известна как Harpoon Block II+. Наиболее современная версия ракеты, прошедшая испытания в ноябре 2015 и планирующаяся к принятию на вооружение в 2017[7]. Использует новую систему наведения на маршевом участке, включающую навигацию по GPS и интегрированный двухсторонний канал связи с самолетом-носителем, что позволяет корректировать курс ракеты, улучшить селекцию ложных целей (за счет сличения данных ГСН ракеты с данными самолета-носителя) и реализовать возможность одновременного захода нескольких ракет на одну цель с разных направлений — т. н. многовекторной атаки — с целью дезориентировать систему ПВО цели.

## Оценки
Ракета «Гарпун» является самой успешной противокорабельной ракетой в мире: она постоянно модернизировалась и имеет множество модификаций, при этом в производстве ракета сравнительно недорога. «Гарпун» может запускаться с надводных кораблей, подводных лодок, береговых комплексов, с различных самолетов (истребителей , противолодочных, разведывательных).

## Боевое применение
Впервые ракеты «Гарпун» в боевой обстановке были применены иранским флотом в 1980 году, во время ирано-иракской войны. В ходе операции «Моравид» 28-29 ноября 1980 года иранские ракетные корветы успешно потопили ракетами RGM-84A один устаревший торпедный катер проекта 183. За это иранцам пришлось заплатить гибелью ракетного корвета «Пейкан», вооружённого «Гарпунами» и потопленного противокорабельными ракетами П-15 «Термит», выпущенных с ракетных катеров советского проекта 205. По ряду данных, ракеты также применялись иранцами в ходе т. н. «танкерной войны» для нападения на нейтральные танкеры, следующие через Персидский Залив.
6 сентября 1982 года во время морских учений выпущенная датским фрегатом HDMS Peder Skram (F352) ракета «Гарпун» попала в жилые дома в поселении Лумзаас. Взрыв ракеты привёл к очень значительным разрушениям, около 135 жилых домов были либо полностью разрушены, либо получили повреждения.
В 1986 году американский ракетный крейсер «Йорктаун» типа «Тикондерога» и палубные штурмовики с авианосцев выпустили несколько ракет «Гарпун» по ливийским корветам и ракетным катерам в заливе Сидра. Корвет «Ean Zaquit» и один ракетный катер были потоплены этими ракетами.
Наиболее масштабным сражением с применением «Гарпунов» была операция «Богомол» 18 апреля 1988 года. В ходе этого сражения между американским и иранским флотом ракеты «Гарпун» применялись обеими сторонами: иранский корвет «Joshan» выпустил ракету по американским кораблям, но она была отклонена электронными помехами. Американские корабли и самолёты запустили, общим счётом, две ракеты RGM-84 и две ракеты AGM-84, три из которых попали в цель. Все три достигнутых в ходе сражения попаданий «Гарпунами» пришлись на иранский фрегат «Саханд», который был потоплен.
Со слов спикера Одесской областной военной администрации Сергея Братчука стало известно, что Украина уже получила ракеты «Гарпун». Полученных ракет уже достаточно, личный состав прошел обучение в их использовании и, в случае получения соответствующего приказа, Вооруженные Силы Украины смогут уничтожить весь Черноморский флот ВМФ России. Кроме того, рассматривается вопрос о принятии на вооружение ракет «Гарпун» одним из подразделений Национальной гвардии Украины, которое дислоцируется в Одессе.
17 июня 2022 года двумя ракетами «Гарпун» был уничтожен российский спасательный буксир «Василий Бех», направлявшийся с вооружением, в том числе с ЗРК «Тор-М2КМ», к острову Змеиный.

## Лётно-технические характеристики
| Характеристики                         | Характеристики                         | A/U/RGM-84A и В           | A/U/RGM-84C и О           | A/U/RGM-84D2              | AGM-84E                                  |
| -------------------------------------- | -------------------------------------- | ------------------------- | ------------------------- | ------------------------- | ---------------------------------------- |
| Длина ракеты с ускорителем, м          | Длина ракеты с ускорителем, м          | 4,57                      | 4,57                      | 5,18                      | 5,23                                     |
| Диаметр ракеты, м                      | Диаметр ракеты, м                      | 0,34                      | 0,34                      | 0,34                      | 0,34                                     |
| Размах крыла, м                        | Размах крыла, м                        | 0,91                      | 0,91                      | 0,91                      | 0,91                                     |
| Стартовая масса, кг                    | Стартовая масса, кг                    | 667                       | 667                       | 742                       | 765                                      |
| Масса боевой части, кг                 | Масса боевой части, кг                 | 225                       | 225                       | 235                       | 225                                      |
| Максимальная дальность полета, км      | Максимальная дальность полета, км      | 120                       | 150                       | 280                       | 150                                      |
| Скорость полёта на маршевом участке, М | Скорость полёта на маршевом участке, М | 0,85                      | 0,85                      | 0,85                      | 0,85                                     |
| Система наведения                      | на маршевом участке полёта             | Инерциальная              | Инерциальная              | Инерциальная              | Инерциальная с коррекцией от СНС NAVSTAR |
| Система наведения                      | на конечном участке полёта             | Активная-радиолокационная | Активная-радиолокационная | Активная-радиолокационная | Тепловизионная, с телеуправлением        |

АРГСН DSQ-28 Для защиты от средств радиоэлектронного подавления значение частоты меняется по случайному закону (ППРЧ псевдослучайная перестройка рабочей частоты). Обзор пространства осуществляется при помощи фазированной антенной решетки дисковой формы, диапазон 15,3-17,2 ГГц (масса 34 кг, импульсная мощность 35 кВт). Дальность обнаружения 40 км.

## Модернизация
- Harpoon block III — контракт стоимостью 73,7 млн долларов США на разработку модернизированного «Гарпуна» был получен компанией Boeing в начале 2008 года. Программа модернизации затронет 800 ракет наземного и воздушного вариантов базирования и 50 ракет корабельного базирования. В процессе модернизации на борт ракет будет установлена аппаратура передачи данных, которая позволит получить больший контроль над ракетой уже после её старта. Планировалось, что этапы выработки системных требований и защиты эскизного проекта «Гарпуна» новой модификации будут выполнены в 2008 году, а начальной оперативной готовности Harpoon block 3 достигнет в 2011 году (для наземного и авиационного варианта)[17].

## На вооружении
| Австралия - Военно-воздушные силы Австралии - F/A-18A/B Hornet - F/A-18F Super Hornet - AP-3C Orion - Королевский австралийский военно-морской флот - Фрегаты типа «Анзак» - Фрегаты типа «Аделаида» - Подводные лодки типа «Коллинз» Бахрейн Бельгия - ВМС Бельгии - Фрегаты типа «Карел Дорман» Бразилия - ВВС Бразилии - Lockheed P-3AM Orion Великобритания - Военно-морские силы Великобритании Германия - Военно-морские силы Германии - Фрегаты типа «Бремен» - Фрегаты типа «Саксония» Греция - Военно-морские силы Греции - Фрегаты типа «Элли» - Фрегаты типа «Идра» - Подводные лодки типа 209 - Подводные лодки типа 214 Дания - Королевские военно-морские силы Дании - Корабли управления и поддержки типа «Абсалон» Египет - Военно-воздушные силы Египта - Военно-морские силы Египта Израиль - Военно-воздушные силы Израиля - Военно-морские силы Израиля Индия - Военно-морские силы Индии - SEPECAT Jaguar — заказано 24 ПКР Block 2 - P-8I Poseidon Испания - Военно-воздушные силы Испании - Военно-морские силы Испании | Канада Кувейт - ВВС Канады - CF-18 Hornet - CP-140 Aurora - Королевский канадский военно-морской флот - Фрегаты типа «Галифакс» Малайзия - Военно-воздушные силы Малайзии Мексика Оман Нидерланды - Военно-морские силы Нидерландов ОАЭ Пакистан - Военно-морские силы Пакистана Польша - Военно-морские силы Польши Португалия - Военно-морские силы Португалии Саудовская Аравия - Военно-морские силы Саудовской Аравии - Сухопутные войска Саудовской Аравии Сингапур - Военно-воздушные силы Сингапура - Военно-морские силы Сингапура Таиланд - Военно-морские силы Таиланда Китайская Республика — 60 - Военно-воздушные силы Тайваня - Военно-морские силы Тайваня Турция - Военно-воздушные силы Турции - Военно-морские силы Турции США - Военно-воздушные силы США - Военно-морские силы США Чили - Военно-морские силы Чили Украина - Военно-морские силы Украины Республика Корея - Военно-воздушные силы Республики Корея - Военно-морские силы Республики Корея Япония - Морские силы самообороны Японии |

## Аналоги
- Х-35 Уран, (СССР / Россия, 1984 г.)
- РК-360 Нептун, (Украина, 2020г.)